# Dalyspråk

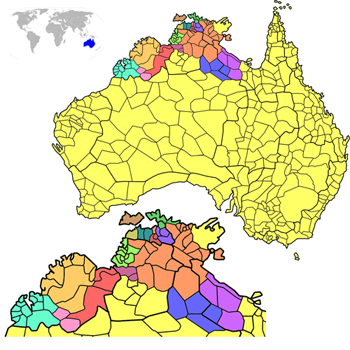
Dalyspråk

Dalyspråken utgör en språkfamilj av australiska språk som talas i norra Australien.

Språkfamiljen innehåller nitton språk som tillhör någon av fyra grenar: 
- Bringen-wagaydyspråk 
  - Bringenspråk: maridan, maridjabin, marimanindji, maringarr, marithiel, mariyedi och marti ke
  - Wagaydyspråk: ami, giyug, manda, maranunggu och wadjiginy

- Malagmalagspråk
  - Egentliga dalyspråk: kamu och madngele
  - Egentliga malagmalagspråk: mullukmulluk och tyaraity

- Marriammuspråk: marriammu

- Murrinh-pathaspråk: murrinh-patha och nangikurrunggurr